# Monsec
Monsec kkorábbi község Franciaországban, Dordogne megyében. Lakosainak száma 191 fő (2018. január 1.). Monsec Vieux-Mareuil községgel határos.
2017. január 1-jén nyolc másik korábbi községgel egyesült és az így létrejött Mareuil en Périgord új község része lett.

## Népesség
A település népességének változása:
| Lakosok száma | 203  | 181  | 168  | 167  | 153  | 204  | 214  | 204  | 195  | 191  |
|               | 1968 | 1975 | 1982 | 1990 | 1999 | 2011 | 2013 | 2015 | 2017 | 2018 |